# Rui’an
Die Stadt Rui’an (chinesisch 瑞安市, Pinyin Ruì’ān Shì) ist eine kreisfreie Stadt der bezirksfreien Stadt Wenzhou in der chinesischen Provinz Zhejiang. Rui’an hat eine Fläche von 1.267 Quadratkilometern und zählt 1.520.046 Einwohner (Stand: Zensus 2020).
Die Yuhai-Halle (Bibliothek) (Yuhai lou 玉海楼), die „Steindachgräber“ (shipengmu) bzw. Hünengräber von Süd-Zhejiang (Zhenan shipengmu qun 浙南石棚墓群), die Shengjingshan-Steinhalle (Shengjing shan shidian 圣井山石殿) und die alte Liji-Medizinschule (1885) (Liji yixue tang jiuzhi 利济医学堂旧址) stehen auf der Liste der Denkmäler der Volksrepublik China.

## Administrative Gliederung
Auf Gemeindeebene setzt sich die kreisfreie Stadt aus sechs Straßenvierteln, zwölf Großgemeinden und neunzehn Gemeinden zusammen. 

## Söhne und Töchter der Stadt
- Li Qiang (* 1959), Ministerpräsident